# Romanță despre îndrăgostiți (film din 1974)
Romanță despre îndrăgostiți  (titlul original: în rusă Романс о влюблённых) este un film dramatic sovietic, realizat în 1974 de regizorul Andrei Koncealovski, protagoniști fiind actorii Evgheni Kindinov, Elena Koreneva, Irina Kupcenko și Innokenti Smoktunovski. 

## Rezumat

### Partea I-a
Un cuplu tânăr își petrece o zi de vară la țară, cu zvăpăeli și cântece. Iubiții exaltați Tania și Serghei își promit să se iubească pentru totdeauna. Dar în curând, Serghei este înrolat în armată la infanterie marină undeva în Pacificul de Nord. Curând unitatea lui Serghei este trimisă în ajutorul locuitorilor din zonă aflați în primejdie. În timpul operațiunii, transportorul său blindat de persoane este dat dispărut pe mare. Vestea morții sale vine și acasă iar Tania este sfâșiată de durere. Prietenul afectuos din copilărie al Taniei, Igor, un jucător de hochei, o ajută să facă față nenorocirii și îi propune căsătoria. Cu gândul că viața trebuie să meargă mai departe, Tania se căsătorește cu el.
Serghei a fost găsit pe o insulă pustie împreună cu camaradul său rănit zis „Albatros” pe care îl îngrijea. După un timp, se întoarce acasă și se grăbește la Tania. Dar ea este deja soția altuia iar lumea colorată a lui Serghei se estompează.

### Partea a II-a
În viața lui Serghei nu mai există loc și timp pentru cântece. După întoarcerea sa, vede lumea doar în alb și negru. Lucrează ca șofer pe troleibuz, în fiecare zi pe același traseu, o muncă de rutină. A cunoscut-o în cantina parcului auto pe Liuda care i-a devenit apoi soție. A urmat căsătoria, nașterea unei fiice, inaugurarea casei...
Liuda simte că soțul ei este chinuit de ceva, dar speră cu răbdare că va trece peste această stare și își așteaptă fericirea. Adevărat, „Albatrosul”, camaradul lui Serghei venit în vizită, le-a spus: „tu fată ești de ispravă, nu te opri, ești frumoasă pentru noi...” Și Serghei, ca și cum s-ar uita atent la soția lui pentru prima dată, a văzut în ea salvarea lui din această stare. Și după ce a auzit cuvintele de dragoste, lumea a devenit din nou colorată...

## Distribuție
- Evgheni Kindinov – Serghei Nikitin (vocal – Aleksandr Gradski)
- Elena Koreneva – Tania (vocal – Zoia Harabadze)
- Irina Kupcenko – Liuda (vocal – Valentina Tolkunova)
- Innokenti Smoktunovski – „Trompetistul” (solo la trompetă – Vladimir Cijik)
- Elizaveta Solodova – mama lui Serghei
- Iia Savvina – mama Taniei
- Vladimir Konkin – fratele mai mic al lui Serghei
- Aleksandr Zbuev – Igor Volghin
- Roman Gromadski – sublocotenentul Soloviov Petrovici („Аlbatros”)
- Nikolai Grinko – vice-amiralul
- Ivan Rîjov – Vasili Vasilievici
- Aleksandr Samoilov – fratele mijlociu al lui Serghei
- Ekaterina Mazurova – bunica Taniei

## Melodii din film
- Întoarcere (Возвращение/Vozvrașcenie) – muzica de Aleksandr Gradski, textul Bulat Okudjava, interpret Aleksandr Gradski;
- Cântec de leagăn (Колыбeльная/Kolîbelnaia) – muzica de A. Gradski, textul Natalia Koncealovskaia, interpret A. Gradski
- Dragoste (Любовь/Liubov) – muzica de A. Gradski, textul B. Okudjava, interpret A. Gradski
- Cântec despre prietenie (Песня о Дружбе/Pesnia o drujbe) – muzica de A. Gradski, textul B. Okudjava, interpret A. Gradski
- Cântec despre mama (Песня о матери) – muzica de  A. Gradski, textul N. Koncealovskaia, interpret A. Gradski
- Cântec despre păsări (Песня о птицах) – muzica de A. Gradski, textul Nikolai Glazkov, interpret A. Gradski

## Lansare
A fost lansat în anul 1974 și a avut parte de mare succes comercial, fiind vizionat de 36,5 milioane de spectatori în cinematografele din Uniunea Sovietică.

## Premii
- 1974 Globul de Cristal la Festivalul de Film de la Karlovy Vary pentru Andrei Koncealovski